# EL Волос Вероники
EL Волос Вероники (лат. EL Comae Berenices) — одиночная переменная звезда** в созвездии Волос Вероники на расстоянии приблизительно 37410 световых лет (около 11470 парсек) от Солнца. Видимая звёздная величина звезды — от +15,8m до +13,9m.

## Характеристики
EL Волос Вероники — жёлто-белая пульсирующая переменная звезда типа RR Лиры (RRAB) или пульсирующая переменная звезда типа Дельты Цефея (DCEP) спектрального класса F. Эффективная температура — около 5906 K.